# Iwanowka (Baschkortostan, Krasnokamski)
Iwanowka (russisch Ивановка; baschkirisch Ивановка) ist eine Derewnja (Dorf) in der russischen Republik Baschkortostan. Der Ort gehört zur Landgemeinde Arlanowski selsowet im Krasnokamski rajon. Er wird überwiegend von Russen bewohnt.

## Geographie
Iwanowka befindet sich 13 Kilometer südlich vom Rajonzentrum Nikolo-Berjosowka. Der Gemeindesitz Arlan liegt sieben Kilometer südöstlich. Die nächste Bahnstation ist Neftekamsk 13 Kilometer nordöstlich, von wo aus in Amsja die Bahnstrecke von Kasan nach Jekaterinburg erreicht wird.

## Geschichte
Der Ort hatte zunächst den Status einer Siedlung. Während der Auflösung des Krasnokamski rajons von 1962 bis 1972 gehörte er zum Kaltasinski rajon. Später wurde er zu einer Derewnja erhoben.

### Bevölkerungsentwicklung
| Jahr | Einwohner |
| ---- | --------- |
| 1968 | 145       |
| 2002 | 32        |
| 2010 | 13        |

Anmerkung: Volkszählungsdaten, 1968: Fortschreibung